# Lanni Marchant
Lanni Marchant, född 11 april 1984, är en friidrottare från Kanada. Hon deltog vid olympiska sommarspelen 2016.